# 레네 디프
레네 디프(René Dif, 1967년 10월 17일 ~ )는 덴마크의 가수로, 아쿠아의 일원이다. 알제리인 아버지와 덴마크인 어머니 사이에서 태어났다.

## 디스코그래피

### 스튜디오 음반
- Groove your soul (Factual Beat feat. René Dif)